# إشارة (صوفية)
الإشارة عند الصوفية هي تلميح وإيماء وتعريض عن معارف وأحاسيس ومشاهدات وتجارب، على خلاف تصريح العبارة، مردها إلى كثرة ذكر وتدبر المريد وشعوراته وأذواقه ضمن مقام الإحسان.

## تعريف
الإشارة هي تعبير لطيف عن سير المريدين والسالكين ضمن معالم الخطاب الصوفي القائم كذلك على رمزية العبارة، والذي هو خطاب تؤطره روحانية المشاهدة وبُعد غور المعتقد الإسلامي.
ويختص موضوع الإشارات بالتطرق إلى مواضيع الخواطر والمشاهدات والمكاشفات، وهي المفاهيم الروحانية التي تفردت بها المدرسة الصوفية، بعد جمعها كذلك سائر العلوم الشرعية الأخرى.
فاللجوء إلى الإشارات لدى الصوفي مرده أن مشاهدات القلوب ومكاشفات الأسرار لا يمكن الإفصاح عنها بالعبارة على التحقيق، بل تُعلم بالمنازلات والمَواجيد، ولا تتم معرفتها إلا ممن نازل تلك الأحوال، وحل تلك المقامات.
وقد وصف المتصوفة علومهم، كالأنوار والأسرار والعبارات والإشارات، بلغة تعجز عنها إحاطة اللسان العادي، وراحوا يستنبطون في ذلك إشارات لطيفة ومعان جليلة واختلفوا، بما استنبطوه، عن الفقهاء والمحدِّثين والمتكلمين وامتازوا عنهم؛ لأنهم تميزوا بالتجربة الروحيّة وتذوق علوم الحال.
ومن ثمّ يلزم للذي يريد أن يفهم مسائل إشارات المتصوفة أن يرجع إلى عارف ممارس لهذه الأحوال وعلومها ودقائقها؛ لأن الإشارة الصوفية قائمة في الأساس على الحال، ومؤسسة عليه.
فالإشارة متأتية من بطن التجربة ومن ذوق المعاناة فيها، حيث أن الحال يُذَاق ذوقاً ولا يُكيف بلفظ ولا بحرف ولا بلغة، كما عرفها سراج الدين الطوسي بقوله:

## الإشارة في القرآن
وردت مشتقات الفعل أَشَارَ في بعض الآيات من القرآن الكريم، منها:
سورة مريم: ﴿فَأَشَارَتْ إِلَيْهِ قَالُوا كَيْفَ نُكَلِّمُ مَنْ كَانَ فِي الْمَهْدِ صَبِيًّا﴾ [مريم:29]

## الإشارة في السنة النبوية
ورد معنى الإشارة الصوفية في بعض الأحاديث الشريفة، منها:

## الإشارة والأحوال
إذا كانت المقامات الصوفية مرتبطة بالعلوم مع المعارف، فإن الأحوال الصوفية مرتبطة بالعبارات مع الإشارات.

## أسبابها
تنقسم مسببات بروز وظهور وتلفظ الإشارة من أفواه وكتابات المريدين إلى قسمين: «التلميح المأذون» و«التلميح المُتكلَّف».
أما فيما يخص التلميح المأذون، فيقول عنه ابن عطاء الله السكندري:
أي من أذن الله -تعالى- له من العارفين في التلميح بالإشارة عن الحقائق، وهي العلوم الوهبية، فُهِمت في مسامع الخلق إشارته، فلم يفتقروا إلى معاودة ولا تكرار، وجُلِّيت وظهرت إشارته إليهم كذلك فلم يحتاجوا إلى إطناب ولا إكثار.

## محاذيرها
بما أن الإشارة صنف من التلميح والتعريض والإيماء يتأسس على الذوق الصوفي وعطايا الشهود؛ فهو أيضاً ليس يناله مطلقاً لمن هو من غير أهله من المريدين والسالكين، أو ممَّن هو دونهم.
وقد أبان الإمام محمد بن إدريس الشافعي -رحمه الله- هذا المعنى ذاته على طريقته حين قال:
وجاء في حلية الأولياء وطبقات الأصفياء لمؤلفه أبي نعيم الأصبهاني أن:
وَوَرَدَ في كتاب «تاج التراجم» لمؤلفه محيي الدين بن عربي أن:
فليس كل ما يُعْرَف يُقال من أسرار وأنوار وأذواق وحقائق ومشاهدات، ولا كل ما يُقال يُوهَب لمن لا يستحقه.

## فيديوهات
- "التصوف - المحاضرة 3 - من خطاب العبارة إلى خطاب الإشارة": د. محمد هاشمي في ديسمبر 2019م على يوتيوب
- "الخطاب الصوفي بين العبارة والإشارة": د. عمار قاسمي في ديسمبر 2019م على يوتيوب
- "سيميائية الإشارة والعبارة عند الصوفية": د. لبنة خشة في ديسمبر 2019م على يوتيوب
- "الإشارة والعبارة": الشيخ محمد زكي إبراهيم في جوان 2015م على يوتيوب
- "قبل أيِّ حركة أو سكَنة أو إشارة أو عبارة" على يوتيوب د. محمد خير الشعال
- "مَنْ أُذِنَ لَهُ فِي التَّعْبِيرِ: فُهِمَتْ فِي مَسَامِعِ الْخَلْقِ عِبَارَتُهُ، وَجُلِّيَتْ إِلَيْهِمْ إِشَارَتُهُ": د. علي جمعة في مارس 2018م على يوتيوب